# Landschaftsschutzgebiet Egge-Gebiet und Lipper Bergland mit Bielefelder Osning, Paderborner Hochfläche und Hellwegbörden

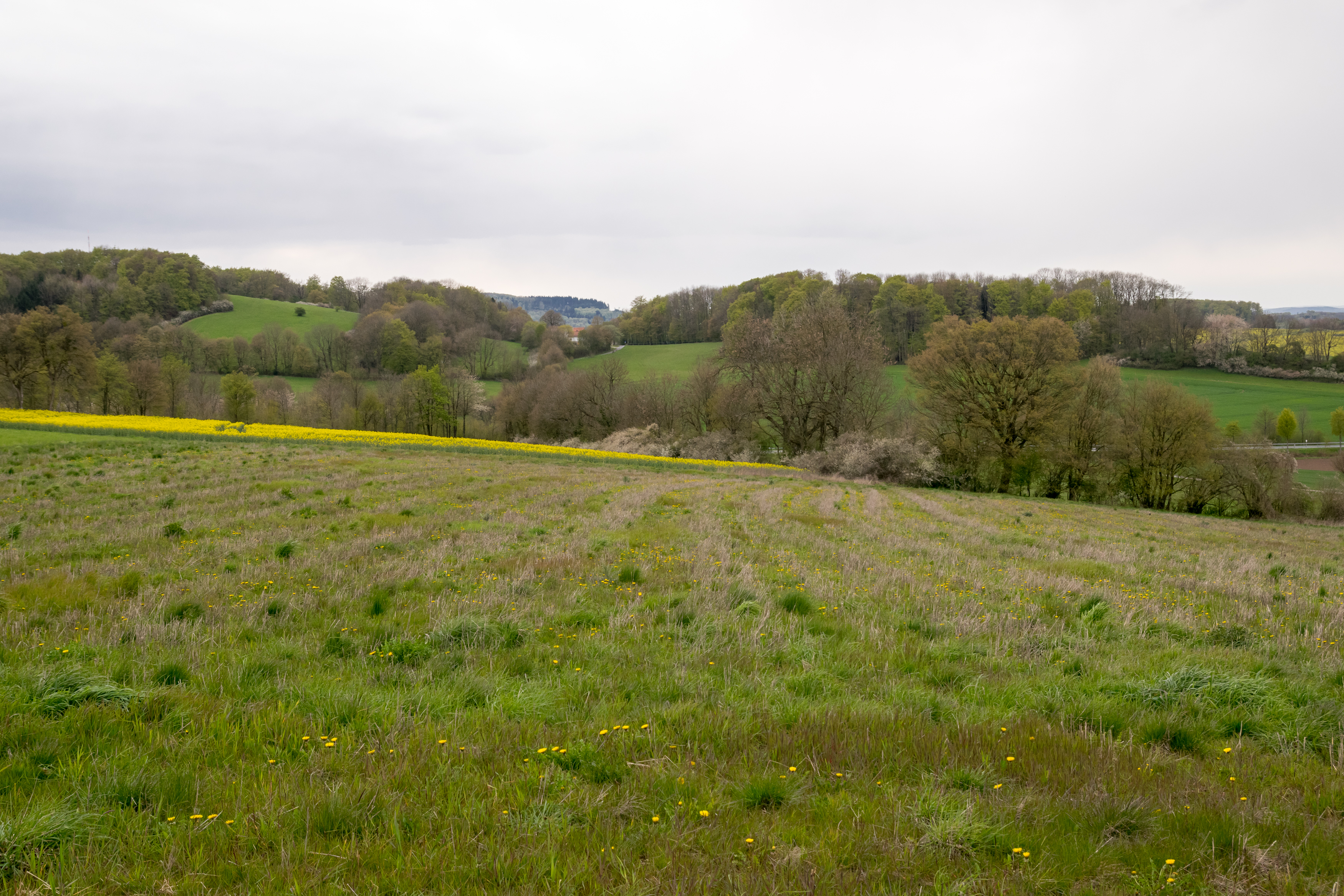
Landschaftsschutzgebiet Egge-Gebiet und Lipper Bergland mit Bielefelder Osning, Paderborner Hochfläche und Hellwegbörden in Horn-Bad Meinberg

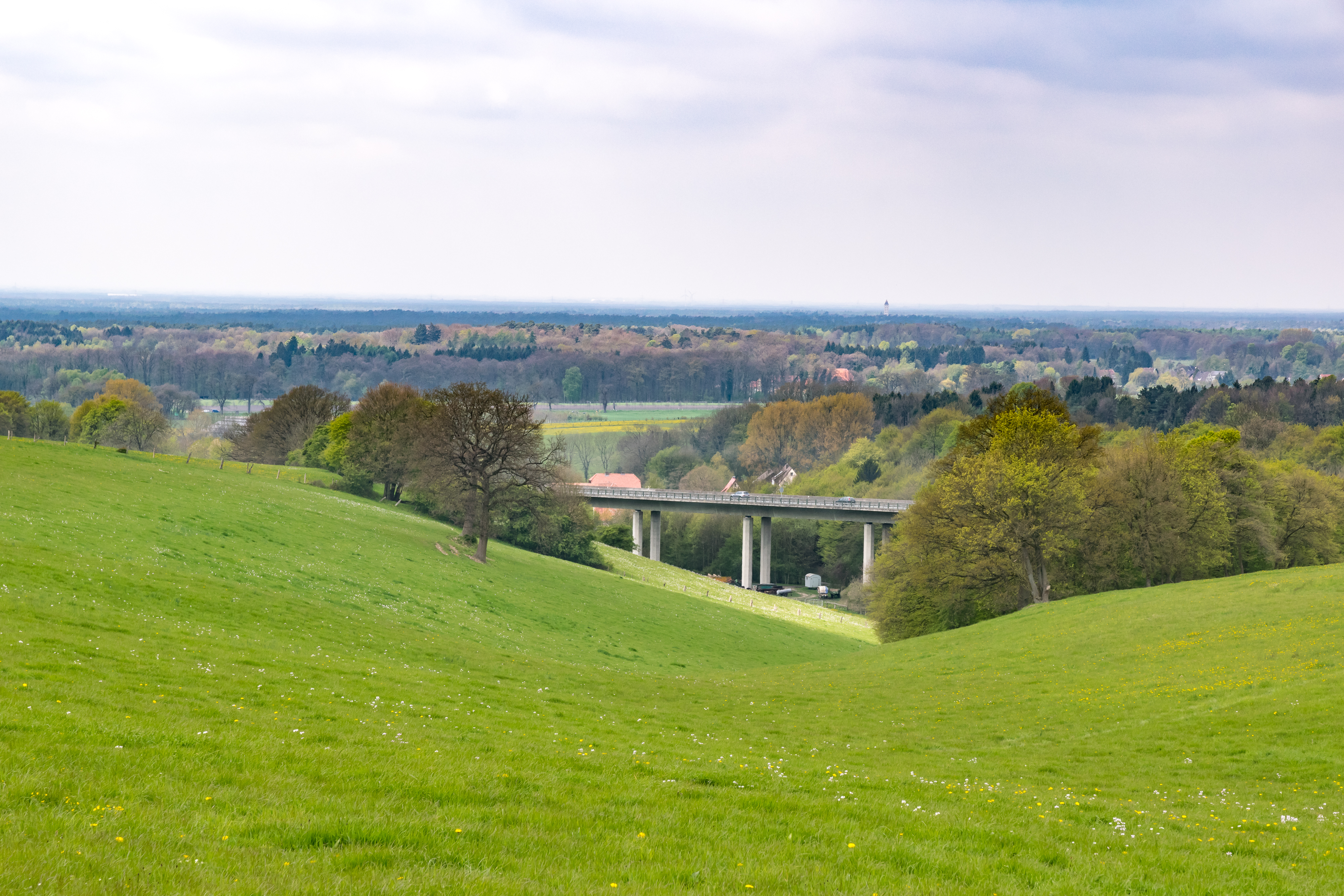
LSG in Schlangen

Das Landschaftsschutzgebiet Egge-Gebiet und Lipper Bergland mit Bielefelder Osning, Paderborner Hochfläche und Hellwegbörden mit etwa 1.451 ha Flächengröße liegt im Gemeindegebiet von Schlangen und im Stadtgebiet von Horn-Bad Meinberg. Es wurde 2005 mit dem Landschaftsplan  Nr. 10 Horn-Bad Meinberg/Schlangen durch den Kreistag des Kreises Lippe als Landschaftsschutzgebiet (LSG) ausgewiesen.

## Beschreibung
Das LSG umfasst die Bereiche im Eggegebirge und Teutoburger Wald außerhalb von bebauten Bereichen und anderen Schutzgebieten. Im Schutzgebiet liegen hauptsächlich Wälder und Grünland. Auch Gewässer liegen im LSG.

## Schutzzwecke für das LSG
Laut Landschaftsplan erfolgte die Ausweisung des LSG
- „zur Erhaltung und Wiederherstellung der Leistungsfähigkeit des Naturhaushaltes in einem durch Siedlung, Verkehr, Gewerbe, Land- und Forstwirtschaft und Erholung stark beanspruchten Landschaftsraum,“
- „zur Erhaltung der Nutzungsfähigkeit der Naturgüter,“
- „zur Erhaltung des für den Planungsraum typischen Landschaftsbildes mit seinen prägenden Talformen und den gliedernden und belebenden Elementen,“
- „zur Erhaltung und Sicherung der besonderen Bedeutung des Kurortes Bad Meinberg und der landschaftlichen Großräume Egge-Gebirge und Teutoburger Wald für die Erholung, wegen der landesweiten und überragenden Bedeutung des Lippischen Waldes für den Biotopverbund.“[1]

## Rechtliche Vorschriften
Im Landschaftsschutzgebiet ist unter anderem das Errichten von Bauten und Fischteichen verboten.